# Centropogon wimmeri
Centropogon wimmeri är en klockväxtart som beskrevs av Paul Carpenter Standley. Centropogon wimmeri ingår i släktet Centropogon och familjen klockväxter. Inga underarter finns listade i Catalogue of Life.